# NGC 442
NGC 442 ist eine linsenförmige Galaxie vom Hubble-Typ S0-a im Sternbild Walfisch, welche etwa 252 Millionen Lichtjahre von der Milchstraße entfernt ist und einen Durchmesser von etwa 75.000 Lichtjahren hat. 
Die Galaxie wurde am 21. Oktober 1886 von dem US-amerikanischen Astronomen Lewis A. Swift entdeckt.